# Бангура, Мохамед
Мохамед Бангура (англ. Mohamed Bangura; 27 июля 1989, Камбиа) — сьерра-леонский футболист, нападающий национальной сборной Сьерра-Леоне.

## Карьера

### Клубная
Начал заниматься футболом в клубе «Каллон» из Фритауна, с которым впоследствии и подписал свой первый профессиональный контракт. В 2006 году клуб выиграл национальный чемпионат, а на следующий сезон стал обладателем кубка. За пять сезонов, проведённых в первенстве Сьерра-Леоне, Бангура сыграл 58 матчей в которых забил 39 мячей.
Такая результативность привлекла внимание в Европе, и клуб Первого шведского дивизиона «Вернаму» решил пригласить форварда к себе, оформив арендное соглашение. Так в марте 2010 года Мохамед перебрался в Швецию. Впервые в футболке нового клуба он вышел на поле 18 апреля в матче первого тура с «Кристианстадом». Выйдя в стартовом составе, он на 55-й минуте был заменён на Энеса Ахметовича Уже в следующем матче с «Иттерби» Бангура отметился дублем и тем самым помог команде разгромить соперника, несмотря на то, что она с середины первого тайма играла в меньшинстве. Продолжил он забивать и в последующих матчах. Так в игре третьего тура против «Русенгорда» Мохамед оформил хет-трик, что позволило «Вернаму» одержать победу в этой встрече. Всего в 13 встречах он забил 12 мячей, а его команда расположилась на первой строчке турнирной таблицы.
Йенс Андерссон, спортивный директор одного из клубов чемпионата Швеции — АИК, не оставил без внимания результаты сьерралеонца и предложил Бангуре перейти в его клуб. 19 июля 2010 года нападающий стал игроком стокгольмской команды, подписав контракт на три с половиной года. Его дебют состоялся в Мальмё, где местный клуб принимал столичный коллектив. Пропустив перед перерывом гол, главный тренер гостей Андреас Альм выпустил во втором тайме Мохамеда вместо Понтуса Энгблома, однако игру спасти не удалось. Забивать за новую команду Бангура начал лишь в начале августа. В 18-м туре чемпионата с «Броммапойкарной» он отличился дважды, чем обеспечил АИКу победу. По итогам чемпионата команда заняла одиннадцатую строчку в таблице, а Мохамед записал на свой бомбардирский счёт 6 мячей.
В новом сезоне в АИК перешёл однофамилец африканца и бывший партнёр по «Каллону» Ибрагим Бангура, с которым они составили игровую связку в линии атаки. Впервые в стартовом составе вдвоём они вышли 17 апреля в гостевом матче с «Эльфсборгом», в которой Мохамед отличился двумя мячами, которые однако не позволили его команде победить. В итоге на двоих в чемпионате они забили 22 мяча. Летом игра Мохамеда привлекла внимание нескольких европейских клубов, среди которых был московский «Локомотив», однако переговоры ни к чему не привели и переход не состоялся. В середине июля в игре очередного тура чемпионата против «Хальмстада» Бангура получил сильный ушиб ноги и не смог продолжить встречу. Медицинское обследование показало, что травма не очень серьёзная, поэтому уже к концу месяца нападающий вернулся в общую группу. В августе распалась связка двух однофамильцев, так как Ибрагим подписал контракт с турецким «Бурсаспором». Последний раз вместе они сыграли 31 июля в матче с «Эльфсборгом», завершившемся поражением 0:1. А 28 августа сыграл последний матч за АИК и Мохамед.
30 августа 2011 года Бангура подписал четырёхлетний контракт с шотландским «Селтиком». Первую игру в Премьер-лиге провёл 10 сентября. На 69-й минуте домашнего матча с «Мотеруэллом» при счёте 3:0 он вышел на поле вместо Энтони Стоукса. Через несколько минут Джеймс Форрест забил четвёртый мяч глазговцев и установил окончательный счёт в матче.

### В сборной
Выступал за юношеские и молодёжные сборные Сьерра-Леоне. В 2005 году в составе команды, составленной из футболистов не старше 18 лет, принимал участие в Кубке Меридиана, проходившем в Турции в рамках сотрудничества КАФ и УЕФА. Бангура провёл на турнире все четыре игры, а сборная заняла шестое место. За национальную команду дебютировал 5 сентября 2010 года в матче отборочного этапа Кубка африканских наций 2012 года с Египтом. Впервые отличиться Мохамеду удалось уже в третьей игре. 27 марта 2011 года во встрече с Нигером от забил единственный мяч своей команды. 3 сентября его гол на последней минуте матча со сборной Египта принёс сьерралеонцам победу, которая позволила им сохранить шансы на выход в финальную стадию турнира.

## Достижения
«Каллон»
- Чемпион Сьерра-Леоне: 2006
- Обладатель Кубка Сьерра-Леоне: 2007

 «Селтик»
- Чемпион Шотландии: 2011/12

## Матчи за сборную
| # | Дата            | Место                                          | Соперник | Результат | Голы | Турнир                                        |
| - | --------------- | ---------------------------------------------- | -------- | --------- | ---- | --------------------------------------------- |
| 1 | 5 сентября 2010 | «Каирский международный стадион», Каир, Египет | Египет   | 1:1       | 0    | Отборочные матчи Кубка африканских наций 2012 |
| 2 | 10 октября 2010 | «Национальный», Фритаун, Сьерра-Леоне          | ЮАР      | 0:0       | 0    | Отборочные матчи Кубка африканских наций 2012 |
| 3 | 27 марта 2011   | «Генерала Сейни Кунче», Ниамей, Нигер          | Нигер    | 1:3       | 1    | Отборочные матчи Кубка африканских наций 2012 |
| 4 | 4 июня 2011     | «Национальный», Фритаун, Сьерра-Леоне          | Нигер    | 1:0       | 0    | Отборочные матчи Кубка африканских наций 2012 |
| 5 | 3 сентября 2011 | «Национальный», Фритаун, Сьерра-Леоне          | Египет   | 2:1       | 1    | Отборочные матчи Кубка африканских наций 2012 |